# Karel Klapálek

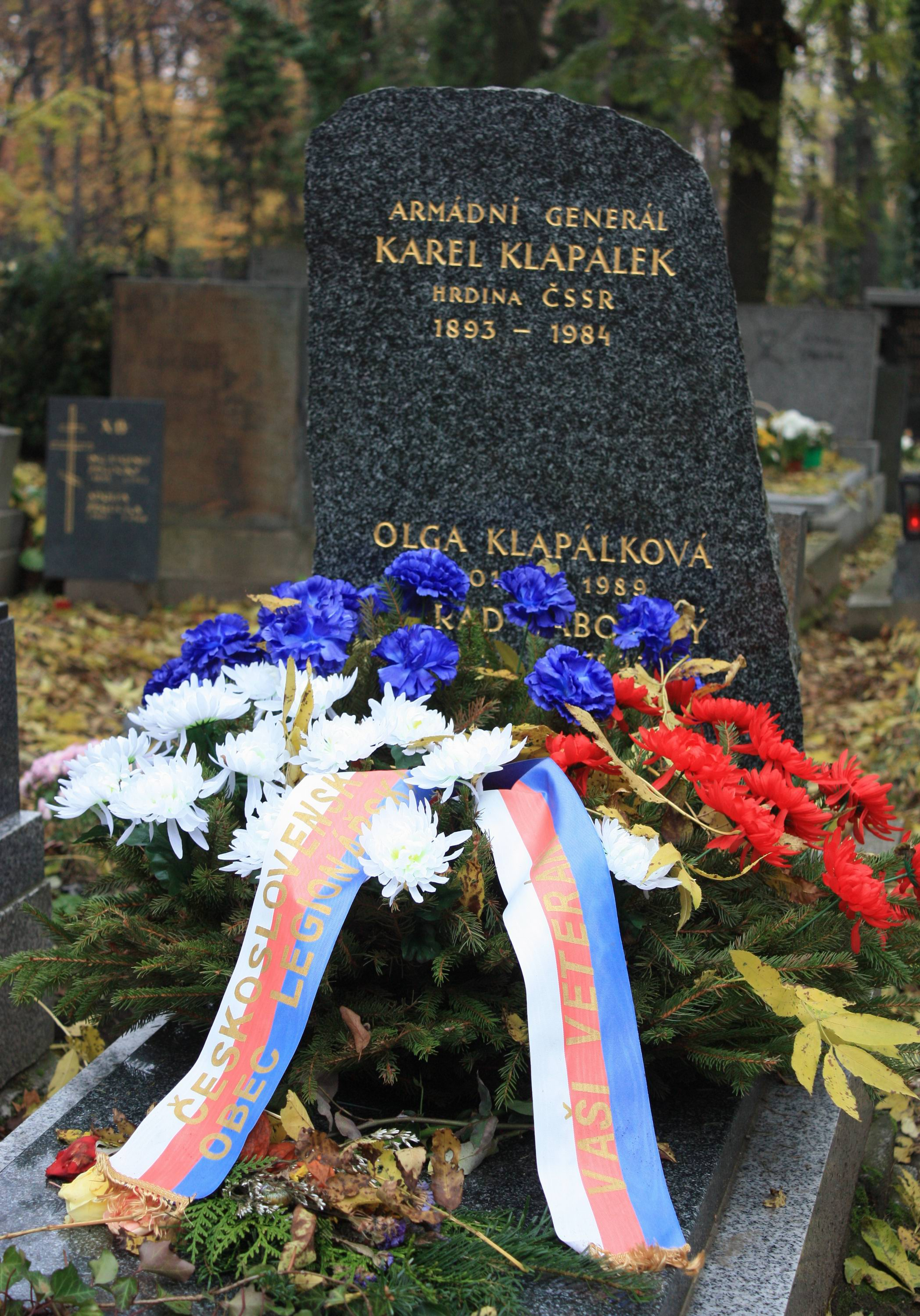
Hrob generála Klapálka na Olšanských hřbitovech

Armádní generál Karel Klapálek (26. května 1893, Nové Město nad Metují – 18. listopadu 1984, Praha) byl český voják, příslušník československých legií v Rusku, československý vojenský velitel za 2. světové války.

## Život
Karel Klapálek se narodil v rodině prostého železničáře v Novém Městě nad Metují. Když mu bylo 8 let, otec zemřel a veškerá starost o pět nezaopatřených dětí dolehla na jeho matku. Žil v bídě a nouzi. Obecnou školu vychodil v Kralupech nad Vltavou. Absolvoval pražskou reálku na Strossmayerově náměstí, kde maturoval v roce 1911. Poté nastoupil na místo účetního v malé továrně na výrobu samočinných čerpadel.

### První světová válka
V roce 1915 narukoval Karel Klapálek k osmému pluku, s nímž odjel do Haliče na ruskou frontu. 23. září 1915 byl u Lucku zajat Rusy. 11. března 1916 se v Taškentu přihlásil do Československé legie na Rusi a 6. srpna 1916 byl zařazen do 1. střeleckého pluku jako vojín. 2. července 1917 se účastnil bitvy u Zborova, kde se vyznamenal a byl povýšen do hodnosti praporčíka. Prošel většinou bojů Československých legii v Rusku, nakonec zde onemocněl tuberkulózou. Do vlasti se vrátil až roku 1920.

### 1920–1940
V Československé republice pokračoval ve vojenské službě jako důstojník z povolání a pomáhal budovat armádu nově vzniklého státu. Sloužil v Plzni, Praze, Michalovcích, Užhorodě (tam se seznámil se svou budoucí ženou Olgou Klapálkovou-Košutovou), potom v Milovicích a následně působil na Vojenské akademii v Hranicích. Koncem listopadu 1937 se stal zástupcem velitele pěšího pluku č. 1 v Českých Budějovicích a v září 1938 byl velitelem pěšího pluku č. 51.

### Druhá světová válka
Po vzniku protektorátu vedl Klapálek českobudějovickou pobočku Obrany národa, po jejím rozbití v květnu 1940 uprchl do zahraničí, do československého zahraničního vojska vstoupil 20. června 1940 v Bělehradě. Bojoval v řadách spojeneckých vojsk v Africe (mimo jiné jako velitel s hodností podplukovníka 11. československého praporu – Východního při obraně Tobruku). Pod jeho velením se podařilo Tobruk ubránit. Po skončení bojů v severní Africe odešel Klapálek do Velké Británie, kde působil u československé samostatné pěší, později obrněné brigády. V roce 1944 se dobrovolně přihlásil k československé jednotce působící v tehdejším SSSR. Účastnil se s 1. čs. armádním sborem karpatsko-dukelské operace. Na Dukle se setkal s pozdějším československým prezidentem Ludvíkem Svobodou. Ten jej nejprve jmenoval velitelem 3. brigády a v dubnu 1945 jej ustanovil velitelem celého 1. československého armádního sboru v SSSR. Ten pod Klapálkovým velením svedl bitvu o Břest. Do osvobozené Prahy se Karel Klapálek vracel 17. května 1945, na bílém koni, v čele československých zahraničních vojáků.

### 1945–1956
V letech 1945–1950 působil jako vojenský velitel v Praze. Podílel se na Únoru 1948, když s Ludvíkem Svobodou založil Ústřední akční výbor Národní Fronty a neutralizoval armádu, čímž napomáhal komunistickému puči. V červnu 1948 vstoupil do KSČ. V politických procesech se západními vojáky se však snažil chránit své bývalé kolegy. V roce 1949 dostal varovný anonymní dopis, který jej vyzýval k emigraci. Klapálek nebral hrozbu vážně. Roku 1951 byl označen za nedůvěryhodného a poslán do penze. Po procesu s Rudolfem Slánským roku 1952 byl uvězněn ve Valdicích. Mezi lety 1953–4 byl degradován, vyloučen z KSČ, zbaven majetku a občanských práv a roku 1954 ve vykonstruovaném procesu odsouzen za sabotáž Košického vládního programu. Z věznice ve Valdicích byl roku 1956 propuštěn na základě intervence sovětských maršálů Žukova a Koněva.

### Závěr života
Rehabilitace se generál Karel Klapálek dočkal až roku 1968. Zemřel dne 18. listopadu roku 1984 ve věku 91 let, pohřbený byl na Olšanských hřbitovech.

### Rodinný život
Karel Klapálek byl ženat se spisovatelkou a učitelkou Olgou Košutovou (1901–1989), se kterou měl dvě dcery – ing. Olgu (provdanou Táborskou, * 24. 3. 1926–2013) a mladší Evu (provdanou Ježkovou). Poté, co Karel Klapálek uprchl do zahraničí, žila jeho manželka s dcerami v Protektorátu. Od září 1942 byla internována v táboře Svatobořice, ke konci války v Plané nad Lužnicí. Rodina se shledala až v druhé polovině května 1945. Olga Klapálková–Košutová mezi jiným literárně zpracovala válečné vzpomínky svého manžela, které vyšly pod názvem Voják vypravuje (Družstvo MKS Brno, 1948).
Manželé Klapálkovi jsou pohřbeni spolu s dcerou Olgou a jejím manželem Ctiradem Táborským na Olšanských hřbitovech.

## Paměti

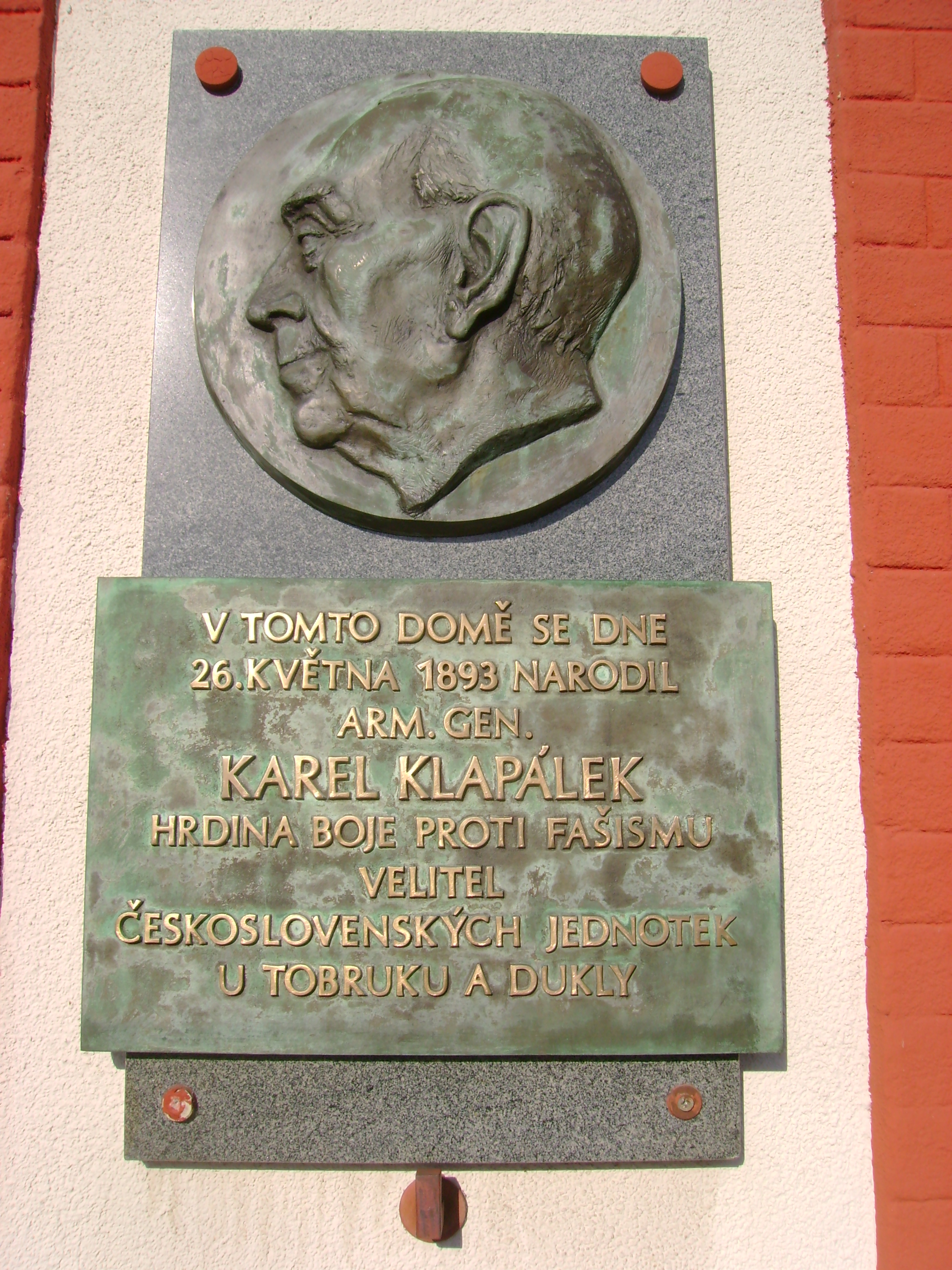
Pamětní deska na rodném domě v Novém Městě nad Metují

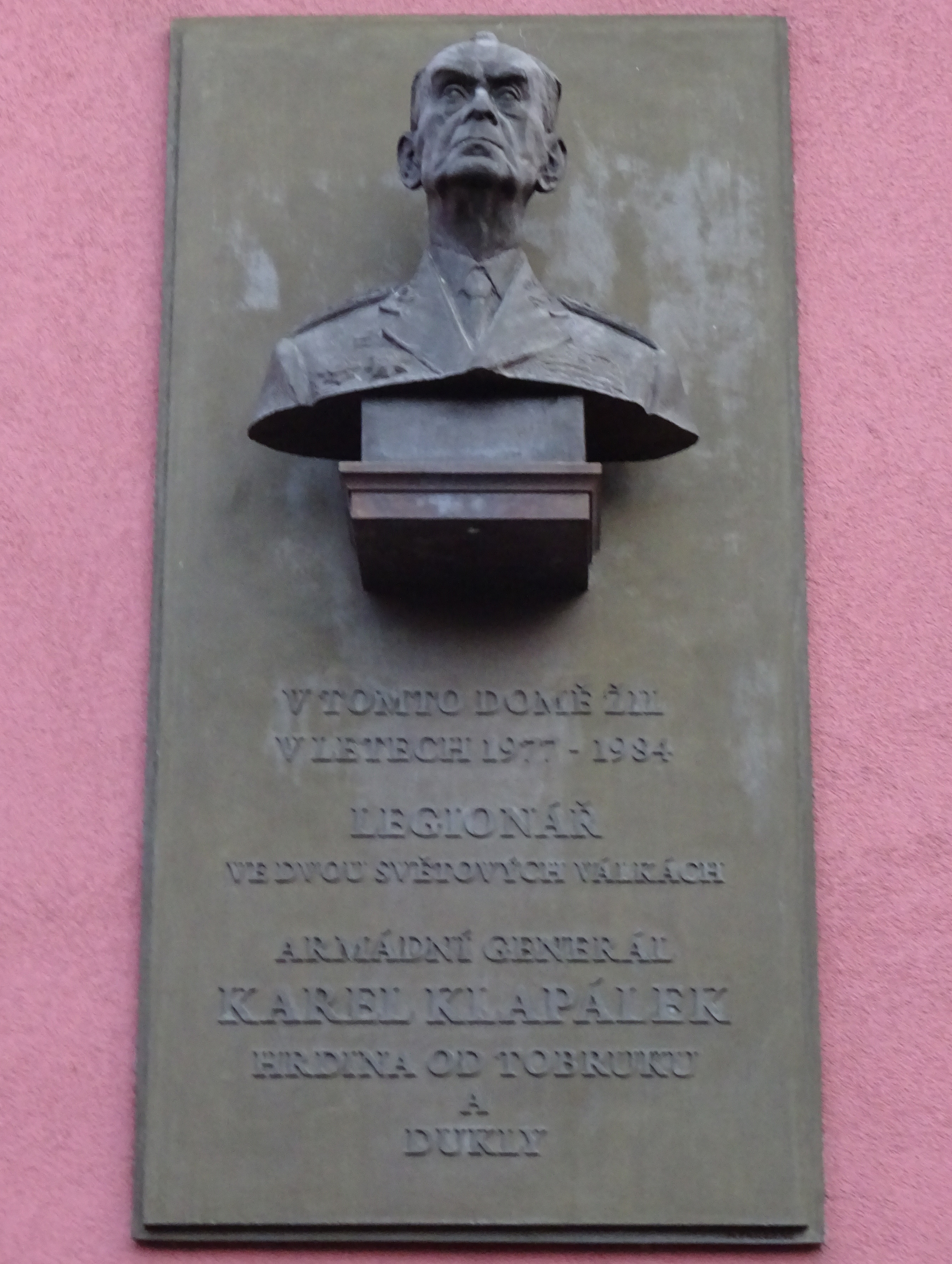
Pamětní deska s bustou od Miroslava Pangráce, Metodějova ulice v Praze

V roce 1968 vydal Karel Klapálek znovu své paměti nazvané Ozvěny bojů (už roku 1966 však vydal nákladem 15 000 výtisků II. "přepracované a rozšířené" vydání této knihy). Roku 1968 mu též prezident Ludvík Svoboda k již získaným Řádu rudé hvězdy a Řádu 25. února udělil i titul Hrdina ČSSR. Klapálek se stal čestným občanem svého rodiště, Nového Města nad Metují 2. listopadu 1946. Své poslední státní vyznamenání, Řád rudé zástavy, obdržel Klapálek v roce 1984. V roce 1988 vyšla o jeho činnosti za 2. světové války kniha Muž, který velel mužům.

## Posmrtné připomínky
- V roce 1993 byla ke 100. výročí jeho narození na jeho rodném domě čp. 127 v Nádražní ulici (železniční stanice) v Novém Městě nad Metují umístěna pamětní deska.
- Pamětní deska s bustou na pražském Opatově označuje dům jeho posledního bydliště v dnešní Metodějově ulici čp. 1465.
- Busta generála Klapálka od Jána Kulicha je v „Aleji hrdinů“ v Dukelském průsmyku.
- Ulice Generála Klapálka jsou v Českých Budějovicích, Kladně, Kralupech nad Vltavou, Kroměříži, Novém Městě nad Metují a ve Vsetíně.

## Vyznamenání
Roku 2009 byl Karel Klapálek radními z jeho rodného Nového Města nad Metují navržen na Řád Bílého lva. Kvůli jeho činnosti v únoru 1948 však vznikla debata o tom, zda si vyznamenání zaslouží. Tehdejší prezident České republiky Václav Klaus nakonec Karlu Klapálkovi vyznamenání neudělil.

### Vojenská vyznamenání
- Československý válečný kříž 1914–1918, udělen 3×
- Štefánikův řád, s meči
- Československá revoluční medaile
- Československá medaile Vítězství
- francouzský Válečný kříž, s palmou
- polský Válečný kříž 1918–1921
- Pamětní odznak Čs. dobrovolce z let 1918–1919
- Zborovská pamětní medaile
- Pamětní medaile 4. střeleckého pluku Prokopa Velikého
- Pamětní medaile 3. střeleckého pluku Jana Žižky z Trocnova
- Pamětní medaile 5. střeleckého pluku T. G. Masaryka
- Pamětní medaile 9. střeleckého pluku Karla Havlíčka Borovského
- Pamětní medaile 39. pěšího pluku „Výzvědného“
- Pamětní medaile 21. střeleckého pluku terronského
- Československý válečný kříž 1939, udělen 5×
- Československý vojenský řád Bílého lva „Za vítězství“, hvězda I. stupně
- Řád Slovenského národního povstání, I. třída
- Československá medaile Za chrabrost před nepřítelem
- Československý válečný kříž 1939
- Československá vojenská medaile za zásluhy, I. stupeň
- Pamětní medaile československé armády v zahraničí, se štítky Střední východ, Velká Británie a SSSR
- britský Řád za vynikající službu
- britský Řád britského impéria
- Medal of Freedom, s bronzovou ratolestí
- francouzský Řád čestné legie, III. třída – komandér
- francouzský Válečný kříž 1939–1940, s palmou
- jugoslávský Řád partyzánské hvězdy, I. třída
- jugoslávský Řád za chrabrost
- rumunský Řád rumunské koruny, II. třída s meči
- ruský Řád Kutuzova, II. třída SSSR
- Sovětská medaile Za vítězství nad Německem
- ruská Medaile Za osvobození Prahy
- 1939–1945 Star
- Africká hvězda
- Zlatá hvězda hrdiny ČSSR

Zdroj – badatelská práce Dr. Václava Pejřila – Zborov-Tobruk-Dukla

### Státní vyznamenání
- Řád rudé hvězdy
- Řád 25. února
- Hrdina Československé republiky
- Řád rudé zástavy